# Puimayen
Puimayen ist eine Ortschaft im Südosten Uruguays.

## Geographie
Sie befindet sich auf dem Gebiet des Departamento Rocha in dessen Sektor 5 an der Atlantikküste. Unmittelbar im Norden grenzt zunächst Barra del Chuy und im Anschluss an diesen Ort das Nachbarland Brasilien mit dem Arroyo Chuy als Grenze zum uruguayischen Territorium an.

## Einwohner
Puimayen hatte bei der Volkszählung im Jahr 2011 505 Einwohner, davon 246 männliche und 259 weibliche.
| Jahr | Einwohner |
| ---- | --------- |
| 1963 | -         |
| 1975 | 78        |
| 1985 | 192       |
| 1996 | 386       |
| 2004 | 503       |
| 2011 | 505       |

Quelle: Instituto Nacional de Estadística de Uruguay